# Slivilești (gmina)
Slivilești – gmina w Rumunii, w okręgu Gorj. Obejmuje miejscowości Cojmănești, Miculești, Slivilești, Strâmtu, Sura, Șiacu, Știucani i Tehomir. W 2011 roku liczyła 3227 mieszkańców.